# HSG DHfK Leipzig
Die HSG DHfK Leipzig ist eine Sportgemeinschaft aus Leipzig. Der Verein wurde 1951 als HSG  Wissenschaft DHfK Leipzig gegründet. Er war der Deutschen Hochschule für Körperkultur als Hochschulsportgemeinschaft (HSG) angeschlossen, bis die DHfK aufgelöst wurde. Seit 1990 ist die Sportgemeinschaft als eingetragener Verein organisiert. Heute gehören etwa 60 % der Vereinsmitglieder dem Seniorenbereich (ab 50-Jährige) an, 20 % sind Kinder und Jugendliche, die überwiegend das Sportgymnasium Leipzig oder die Sportoberschule Leipzig besuchen.
Während der Zeit des Bestehens der DDR wurden in dieser Hochschulsportgemeinschaft Sportarten gebündelt, die nichtolympisch waren oder in denen sich die DDR mangels Erfolgsaussichten nicht an den Olympischen Spielen beteiligte. Trotzdem verzeichnet der Verein eine Reihe nationaler und internationaler Erfolge. Heute bietet der Verein folgende Sportarten an: Aikido, Badminton, Boxen, Altersturnen, Kanu, Kinderturnen, Reha-Sport, Rhythmische Sportgymnastik, Sportschwimmen, Stepptanz, Tischtennis, Triathlon und Wasserspringen.

## Sportliche Erfolge

### Badminton
Bis 1959 starteten die Badmintonspieler noch für den SC DHfK Leipzig.
| Veranstaltung                | Saison    | Disziplin    | Platz | Name |
| ---------------------------- | --------- | ------------ | ----- | --- |
| DDR-Einzelmeisterschaft      | 1962/1963 | Damendoppel  | 2     | Sabine Neye / Jutta Benzmann (HSG DHfK Leipzig) |
| DDR-Einzelmeisterschaft      | 1964/1965 | Damendoppel  | 1     | Rita Gerschner / Beate Herbst (Aktivist Tröbitz / HSG DHfK Leipzig) |
| DDR-Einzelmeisterschaft      | 1965/1966 | Damendoppel  | 2     | Ruth Preuß / Beate Herbst (Post Berlin / HSG DHfK Leipzig) |
| DDR-Mannschaftsmeisterschaft | 1965/1966 | Mannschaft   | 2     | HSG DHfK Leipzig (Volker Herbst, Gerd Pigola, Gerd Hachmeister, Bernd Hachmeister, Reinhard Stobbe, Bernd Lawrenz, Norbert Skonetzki, Beate Herbst, Marianne Döhler, Dagmar Herbst)               |
| DDR-Einzelmeisterschaft      | 1966/1967 | Damendoppel  | 1     | Ruth Preuß / Beate Herbst (Einheit Kyritz / HSG DHfK Leipzig) |
| DDR-Einzelmeisterschaft      | 1967/1968 | Damendoppel  | 1     | Ruth Preuß / Beate Herbst (Einheit Kyritz / HSG DHfK Leipzig) |
| DDR-Einzelmeisterschaft      | 1967/1968 | Mixed        | 1     | Volker Herbst / Beate Herbst (HSG DHfK Leipzig) |
| DDR-Einzelmeisterschaft      | 1967/1968 | Herrendoppel | 2     | Gerd Pigola / Volker Herbst (HSG DHfK Leipzig) |
| DDR-Einzelmeisterschaft      | 1968/1969 | Damendoppel  | 1     | Ruth Preuß / Beate Herbst (Einheit Kyritz / HSG DHfK Leipzig) |
| DDR-Mannschaftsmeisterschaft | 1968/1969 | Mannschaft   | 2     | HSG DHfK Leipzig (Volker Herbst, Gerd Pigola, Bernd Hachmeister, Gerd Hachmeister, Joachim Gebhardt, Frank Geißler, Beate Herbst, Dagmar Pigola, Marianne Döhler, Petra Kabisch)                  |
| DDR-Mannschaftsmeisterschaft | 1969/1970 | Mannschaft   | 2     | HSG DHfK Leipzig (Gerd Pigola, Volker Herbst, Gerd Hachmeister, Frank Geißler, Christel Sommer, Beate Herbst, Dagmar Pigola)                                                                      |
| DDR-Einzelmeisterschaft      | 1971/1972 | Damendoppel  | 2     | Christel Sommer / Beate Herbst (HSG DHfK Leipzig) |
| DDR-Einzelmeisterschaft      | 1972/1973 | Herrendoppel | 2     | Volker Herbst / Gerd Pigola (HSG DHfK Leipzig) |
| DDR-Mannschaftsmeisterschaft | 1972/1973 | Mannschaft   | 3     | HSG DHfK Leipzig (Gerd Pigola, Volker Herbst, Wolfgang Böttcher, Jürgen Richter, Bernd Brösdorf, Frank Geißler, Joachim Gerhardt, Gerd Hachmeister, Christel Sommer, Helga Pöschel, Beate Herbst) |
| DDR-Einzelmeisterschaft      | 1973/1974 | Herrendoppel | 1     | Joachim Schimpke / Wolfgang Böttcher (Fortschritt Tröbitz / HSG DHfK Leipzig) |
| DDR-Einzelmeisterschaft      | 1973/1974 | Damendoppel  | 2     | Christel Sommer / Beate Herbst (HSG DHfK Leipzig) |
| DDR-Mannschaftsmeisterschaft | 1973/1974 | Mannschaft   | 3     | HSG DHfK Leipzig (Gerd Pigola, Volker Herbst, Wolfgang Böttcher, Bernd Brösdorf, Peter Rebel, Beate Herbst, Christel Sommer)                                                                      |
| FDGB-Pokal                   | 1973/1974 | Mannschaft   | 2     | HSG DHfK Leipzig |
| DDR-Einzelmeisterschaft      | 1974/1975 | Herrendoppel | 2     | Joachim Schimpke / Wolfgang Böttcher (Fortschritt Tröbitz / HSG DHfK Leipzig) |
| DDR-Einzelmeisterschaft      | 1975/1976 | Herreneinzel | 2     | Jürgen Richter (HSG DHfK Leipzig) |
| DDR-Einzelmeisterschaft      | 1975/1976 | Herrendoppel | 2     | Jürgen Richter / Gerd Pigola (HSG DHfK Leipzig) |
| DDR-Mannschaftsmeisterschaft | 1975/1976 | Mannschaft   | 2     | HSG DHfK Leipzig (Wolfgang Böttcher, Gerd Pigola, Jürgen Richter, Volker Herbst, Bernd Brösdorf, Ralph Schieck, Peter Rebel, Beate Herbst, Christel Sommer)                                       |
| FDGB-Pokal                   | 1975/1976 | Mannschaft   | 2     | HSG DHfK Leipzig |
| DDR-Einzelmeisterschaft      | 1976/1977 | Damendoppel  | 2     | Monika Cassens / Christel Sommer (HSG Lok HfV Dresden / HSG DHfK Leipzig) |
| FDGB-Pokal                   | 1977/1978 | Mannschaft   | 2     | HSG DHfK Leipzig |
| FDGB-Pokal                   | 1978/1979 | Mannschaft   | 2     | HSG DHfK Leipzig |
| FDGB-Pokal                   | 1985/1986 | Mannschaft   | 2     | HSG DHfK Leipzig |
| FDGB-Pokal                   | 1988/1989 | Mannschaft   | 2     | HSG DHfK Leipzig |
| DDR-Einzelmeisterschaft      | 1988/1989 | Herreneinzel | 2     | Holger Wippich (HSG DHfK Leipzig) |

### Bogenschießen
| Veranstaltung                    | Saison | Disziplin              | Platz | Name            |
| -------------------------------- | ------ | ---------------------- | ----- | --------------- |
| DDR-Meisterschaft (Herreneinzel) | 1978   | Feld- und Jagdschießen | 2     | Siegfried Linke |
| DDR-Meisterschaft (Herreneinzel) | 1990   | Feld- und Jagdschießen | 2     | Lothar Schmidt  |

### Judo
| Veranstaltung     | Saison | Disziplin            | Platz | Name                |
| ----------------- | ------ | -------------------- | ----- | ------------------- |
| DDR-Meisterschaft | 1951   | Herren Leichtgewicht | 1     | Lothar Skorning     |
| DDR-Meisterschaft | 1952   | Herren Leichtgewicht | 1     | Lothar Skorning     |
| DDR-Meisterschaft | 1953   | Herren Leichtgewicht | 2     | Siegmund Haunschild |
| DDR-Meisterschaft | 1953   | Herren Leichtgewicht | 3     | Lothar Skorning     |
| DDR-Meisterschaft | 1985   | Mannschaft-Herren    | 3     | HSG DHfK            |

### Rhythmische Sportgymnastik
| Veranstaltung              | Saison | Disziplin  | Platz | Name        |
| -------------------------- | ------ | ---------- | ----- | ----------- |
| DDR-Meisterschaft (Einzel) | 1966   | Mit Gerät  | 1     | Ute Lehmann |
| DDR-Meisterschaft (Einzel) | 1967   | Mit Gerät  | 1     | Ute Lehmann |
| DDR-Meisterschaft (Einzel) | 1968   | Mit Gerät  | 1     | Ute Lehmann |
| DDR-Meisterschaft (Einzel) | 1969   | Mit Gerät  | 1     | Ute Lehmann |
| DDR-Meisterschaft (Einzel) | 1965   | Ohne Gerät | 1     | Ute Lehmann |
| DDR-Meisterschaft (Einzel) | 1966   | Ohne Gerät | 1     | Ute Lehmann |
| DDR-Meisterschaft (Einzel) | 1967   | Ohne Gerät | 1     | Ute Lehmann |
| Weltmeisterschaft          | 1967   | Mehrkampf  | 2     | Ute Lehmann |
| Weltmeisterschaft          | 1967   | Seil       | 3     | Ute Lehmann |
| DDR-Meisterschaft (Einzel) | 1968   | Ohne Gerät | 1     | Ute Lehmann |
| DDR-Meisterschaft (Einzel) | 1969   | Ohne Gerät | 1     | Ute Lehmann |

### Rugby
| Veranstaltung     | Saison | Disziplin         | Platz | Name             |
| ----------------- | ------ | ----------------- | ----- | ---------------- |
| DDR-Meisterschaft | 1953   | Mannschaft Herren | 3     | HSG DHfK Leipzig |
| DDR-Meisterschaft | 1954   | Mannschaft Herren | 1     | HSG DHfK Leipzig |
| Pokal des DRSV    | 1954   | Mannschaft Herren | 1     | HSG DHfK Leipzig |
| DDR-Meisterschaft | 1955   | Mannschaft Herren | 1     | HSG DHfK Leipzig |
| Pokal des DRSV    | 1955   | Mannschaft Herren | 1     | HSG DHfK Leipzig |
| DDR-Meisterschaft | 1956   | Mannschaft Herren | 3     | HSG DHfK Leipzig |
| DDR-Meisterschaft | 1957   | Mannschaft Herren | 1     | HSG DHfK Leipzig |
| DDR-Meisterschaft | 1958   | Mannschaft Herren | 3     | HSG DHfK Leipzig |
| DDR-Meisterschaft | 1959   | Mannschaft Herren | 1     | HSG DHfK Leipzig |
| DDR-Meisterschaft | 1960   | Mannschaft Herren | 1     | HSG DHfK Leipzig |
| DDR-Meisterschaft | 1961   | Mannschaft Herren | 1     | HSG DHfK Leipzig |
| DDR-Meisterschaft | 1962   | Mannschaft Herren | 2     | HSG DHfK Leipzig |
| DDR-Meisterschaft | 1963   | Mannschaft Herren | 2     | HSG DHfK Leipzig |
| DDR-Meisterschaft | 1964   | Mannschaft Herren | 2     | HSG DHfK Leipzig |
| DDR-Meisterschaft | 1965   | Mannschaft Herren | 2     | HSG DHfK Leipzig |

### Sportakrobatik
| Veranstaltung                  | Saison | Disziplin                | Platz | Name             |
| ------------------------------ | ------ | ------------------------ | ----- | ---------------- |
| DDR-Meisterschaft (Einzel)     | 1957   | Solo – Damen             | 1     | Renate Walkstein |
| DDR-Meisterschaft (Mannschaft) | 1960   | Dreiergruppe Damen       | 1     | HSG DHfK Leipzig |
| DDR-Meisterschaft (Einzel)     | 1965   | Akrobatische Sprungreihe | 1     | Ursula Seeber    |

### Volleyball
| Veranstaltung    | Saison | Disziplin | Platz | Name                   |
| ---------------- | ------ | --------- | ----- | ---------------------- |
| FDGB-Pokalsieger | 1971   | Männer    | 1     | HSG DHfK Leipzig       |
| FDGB-Pokalsieger | 1973   | Frauen    | 1     | HSG Wiss. DHfK Leipzig |
| FDGB-Pokalsieger | 1974   | Frauen    | 1     | HSG Wiss. DHfK Leipzig |